# Stazione di Kotō
La stazione di Kotō (厚東?, Kotō-eki) è una stazione ferroviaria situata nella città di Ube, nella prefettura di Yamaguchi in Giappone. Si trova lungo la linea principale Sanyō della JR West.

## Linee e servizi
JR West
■ Linea principale Sanyō

## Caratteristiche
La stazione è dotata di un marciapiede a isola e uno laterale con tre binari in superficie. Il binario 2 tuttavia al momento non è utilizzato. Il fabbricato viaggiatori si trova sotto il viadotto del Sanyō Shinkansen.
| 1 | ■ Linea principale Sanyō | per Shin-Yamaguchi e Hōfu |
| 2 | Binario di servizio      | Binario di servizio       |
| 3 | ■ Linea principale Sanyō | per Ube e Shimonoseki     |

## Stazioni adiacenti
| «                      | Servizio               | »                      |
| Linea principale Sanyō | Linea principale Sanyō | Linea principale Sanyō |
| ---------------------- | ---------------------- | ---------------------- |
| Hon-Yura               | -                      | Ube                    |